# 汐見ゆうな
汐見 ゆうな（しおみ ゆうな、1985年7月17日 - ）は、日本の元AV女優。
神奈川県出身。名東所属。
趣味、特技：旅行、テニス
ロリ系の女優。

## 略歴
- 2005年に『新入』でMOODYZ専属女優としてAVデビュー。

## 作品

### アダルトビデオ
2005年
- 新入（9月13日 MOODYZ） ※デビュー作
- デジタルモザイクVol.088（10月13日 MOODYZ）
- 白衣の天使のＨな研修生活（11月13日 MOODYZ）
- ～秋葉原専用～萌えコスプレ（12月13日 MOODYZ）

2006年
- エロミス（1月13日 MOODYZ）
- こだわり風俗マニアックス（2月13日 MOODYZ）
- マンコマニアックス（3月13日 MOODYZ）
- W痴女レズ（4月13日 MOODYZ）共演:矢口あかり
- 保健教師 汐見ゆうな（4月21日 GLAY'z）
- 法律相談所に行ったら綺麗な弁護士さんに…（6月8日 アキノリ）共演:椎名泉、柚月ひかる
- ディープレズ 5 立花里子・汐見ゆうな（10月5日 Lee（GLAY'ｚ））共演･監督:立花里子
- 廃人宣言（11月10日 AVS）共演:山本瞳子、柚月ひかる、新川舞美
- ヴァージンレズ 15（11月17日 U&K）共演:柚月ひかる

2007年
- ダブル痴女に責められて!! 1（1月19日 BRAVO）共演:柚月ひかる
- スーパーヒロインドミネーション Vol.07（3月9日 GIGA）
- スーパーヒロイン危機一髪!! Vol.13（3月23日 GIGA）
- セクハラ 3 遠慮しなくていい 私は君の上司なんだから（4月30日 アテナ映像）他出演:真樹千夏、熊田ありさ、柴崎りお
- 彼女のカノジョと*20（6月1日 ゴーゴーズ）共演:清原りょう